# Свети Георги Софийски Най-нови (София)
Храмът „Свети Великомъченик Георги Софийски Най-нови“ е болничен параклис в българската столица София, единственият православен храм, посветен на Св. Вмчк. Георги Софийски Най-нови. Намира се в двора на Университетска болница „Александровска“, в близост до мястото, където се счита, че е загинал мъченически светията през 1534 г. На 2 август 2013 г. е осветен от Негово Светейшесво Софийския митрополит и Български патриарх Неофит.
Идеята за построяване на Параклиса е още от 1911 – 1913 г., а храмовият празник е на 26 май. Сградата на храма е построена на етап „груб строеж“ през 2008 г. Тогава е отслужен и водосвет в двора на болницата пред новостроящата се сграда по инициатива на тогавашния директор – доц. Асен Златев.
Средствата за строежа са изцяло дарения на над 10 организации и частни лица. Сред тях са болницата, Медицинския факултет, лекари, пациенти и др. Четири години по-късно, през 2012 година, Софийската света митрополия утвърждава църковно настоятелство с председател протойерей Радослав Вутов (енорийски свещеник в храма "Св. Георги Победоносец) и членове: акад. Лъчезар Трайков, д-р Владимир Бостанджиев, д-р Камен Данов и д-р Колю Бянов.
След пълното довършване на сградата са поставени престол и иконостас, започва се зографията на храма, реализиран с дарения на лекари, пациенти и съпричастни християни. Тежкото състояние на строежа и течовете в недовършената покривна конструкция забавят значително строителните работи, но до края на месец юли 2013 г. храмът е вече напълно готов за освещаване. На 2 август 2013 г., на празника „Пренасяне мощите на Св. Архидякон Стефан“ е осветен от българския патриарх Неофит и знеполския епископ Йоан в съслужение със столични свещеници и дякони и председателя на църковното настоятелство свещ. Радослав Вутов.
През есента на 2018 г. на южната стена е зографисана иконата на патронния светец на параклиса: Св. Мчк. Георги Софийски Най-Нови и четири сцени от житието и мъченичеството му.
Храмът обслужва духовните нужди на вярващите, посетителите, пациентите и служителите на столичната Александровска болница. Има настоятелство от четирима лекари: проф. д-р Лъчезар Трайков – лекар, невролог; д-р Кольо Бянов – лекар, кардиолог; д-р Владимир Бостанджиев – лекар, психиатър; д-р Камен Данов – лекар, гастроентеролог. Председател на настоятелството на храма е свещеник Радослав Вутов, енорийски свещеник при храма „Св. Вмчк. Георги Победоносец“, на територията на чиято енория е и Александровска болница.
В храма периодично се извършват различни богослужения и се четат молитви.
Всеки делничен работен ден от 11.00 ч. и от 15.00 ч., както и всяка неделя от 15.00 ч. се служи Акатист, съответно на Св. Лука Кримски и на Св. Вмчк. Георги Софийски Най-нови за всички вярващи, болящи, грижещи се за болящи, лекари, медицински сестри, здравни работници, студенти и преподаватели по медицина и всички други православни християни в нужда.